# 疾走論
「疾走論」（しっそうろん）は、原田ひとみの楽曲。岩里祐穂が作詞、奈良悠樹が作曲を手掛け、テレビアニメ『閃乱カグラ』のエンディングテーマに起用された。タイトル通りスピード感が前面に出された曲で、デモテープに収録された曲調は現行のものより少しキーが高かったが、重厚感を出すためレコーディング時はそれよりも落として行ったという。
原田の5枚目のシングルとして2013年2月27日にフロンティアワークスから発売された。2曲目「Be Stars」は、Webラジオ『閃乱カグラ 原田ひとみ・今井麻美のにゅうにゅうにゅうラジオ』のオープニングテーマに起用された。

## シングル収録曲
| #         | タイトル                 | 作詞      | 作曲      | 編曲      | 時間  |
| --------- | ------------------------ | --------- | --------- | --------- | ----- |
| 1.        | 「疾走論」               | 岩里祐穂  | 奈良悠樹  | 宮崎誠    | 4:26  |
| 2.        | 「Be Stars」             | hotaru    | やしきん  | やしきん  | 4:46  |
| 3.        | 「疾走論」(w/o hitomi)   |           |           |           | 4:25  |
| 4.        | 「Be Stars」(w/o hitomi) |           |           |           | 4:44  |
| 合計時間: | 合計時間:                | 合計時間: | 合計時間: | 合計時間: | 18:21 |